# Lučkovice
Lučkovice jsou vesnice, část města Mirotice v okrese Písek v Jihočeském kraji. Nachází se asi tři kilometry severozápadně od Mirotic. V roce 2011 zde trvale žilo 45 obyvatel.
Lučkovice jsou také název katastrálního území o rozloze 4,9 km².

## Historie
Lučkovice jsou středověkého původu, první písemná zmínka o vesnici pochází z roku 1227. Zprvu byly Lučkovice v majetku pražského svatojiřského kláštera. Na počátku 14. století patřila ves k věnnému majetku královny. Ale zároveň zde byla tvrz vladyků z Lučkovic. Toto rozdělení vesnice přetrvalo, v 16. století se jedna část vesnice stala majetkem hradu Zvíkov (od roku 1551), jedna část patřila k Škvořeticím, další část k Rakovicím. V 17. století byla část Lučkovic majetkem čimelického panství. Všechny části byly posléze sceleny a ves patřila pod statek Škvořetice, od roku 1681 k Cerhonicím. Velké ztráty utrpěla ves za třicetileté války. V roce 1654 zde byly vedeny tři osazené usedlosti, sedm jich bylo pustých. V jihozápadní části návsi stával vrchnostenský dvůr.

## Obyvatelstvo
| Rok            | 1869 | 1880 | 1890 | 1900 | 1910 | 1921 | 1930 | 1950 | 1961 | 1970 | 1980 | 1991 | 2001 | 2011 | 2021 |
| -------------- | ---- | ---- | ---- | ---- | ---- | ---- | ---- | ---- | ---- | ---- | ---- | ---- | ---- | ---- | ---- |
| Počet obyvatel | 335  | 329  | 308  | 298  | 314  | 275  | 258  | 178  | 121  | 101  | 71   | 39   | 30   | 45   | 47   |
| Počet domů     | 46   | 48   | 49   | 50   | 48   | 48   | 52   | 50   | 41   | 41   | 23   | 26   | 52   | 52   | 54   |

## Obecní správa
Při sčítání lidu v letech 1850–1889 Lučkovice byly osadou obce Cerhonice v okrese Písek. V letech 1890–1963 byly samostatnou obcí v okrese Písek. Od roku 1964 jsou částí města Mirotice v okrese Písek.

## Pamětihodnosti
- Kaple na návsi je z roku 1850. Tato kaple je zasvěcena svatému Václavovi.[9] Kaple má osmiboký půdorys, krytý stanovou střechou zakončenou věžičkou. Spojuje prvky empírové a pseudogotické architektury.[10]
- Vedle kaple se nachází kamenný kříž se špatně čitelnou datací na vysokém podstavci. Kříž je datovaný 1871.[10]
- Před kaplí je pomník padlým v první světové válce. Kromě jmen padlých spoluobčanů jsou zde uvedené země, kde dotyční položili své životy na bojišti. V spodní části pomníku je vsazená deska s věnováním místnímu občanu A. Procházkovi, který byl za druhé světové války popraven na Pankráci.
- U komunikace těsně před vesnicí ve směru od Mirotic se nachází kamenný kříž.
- U mostu přes Kostratecký – (Kostřatecký) potok[11] ve vesnici se na jedné straně nalézá lidová socha světce Jana Nepomuckého. Tato socha je vedená v Seznamu kulturních památek v okrese Písek.
- Naproti soše Jana Nepomuckého je umístěný drobný kříž. Na jeho kamenném soklu je umístěná deska s částečně nečitelným věnováním.
- U příjezdové komunikace do vesnice ve směru od Mirotic se nalézají památkově chráněná kamenná boží muka.
- Naproti těmto mukám se nachází drobný kříž na kamenném podstavci. Na jeho obdélníkovém štítku je čitelný pouze nápis Rodina Brousilova z Lučkovic. Pochválen buď Pán Ježíš Kristus.
- V Lučkovicích se dochoval soubor lidové architektury z doby od druhé třetiny 19. století až po první třetinu 20. století. Nejvýznamnější památkou lidové architektury ve vsi je patrová usedlost čp. 26. Lučkovice byly navrženy k prohlášení za vesnickou památkovou zónu.[10]

## Galerie

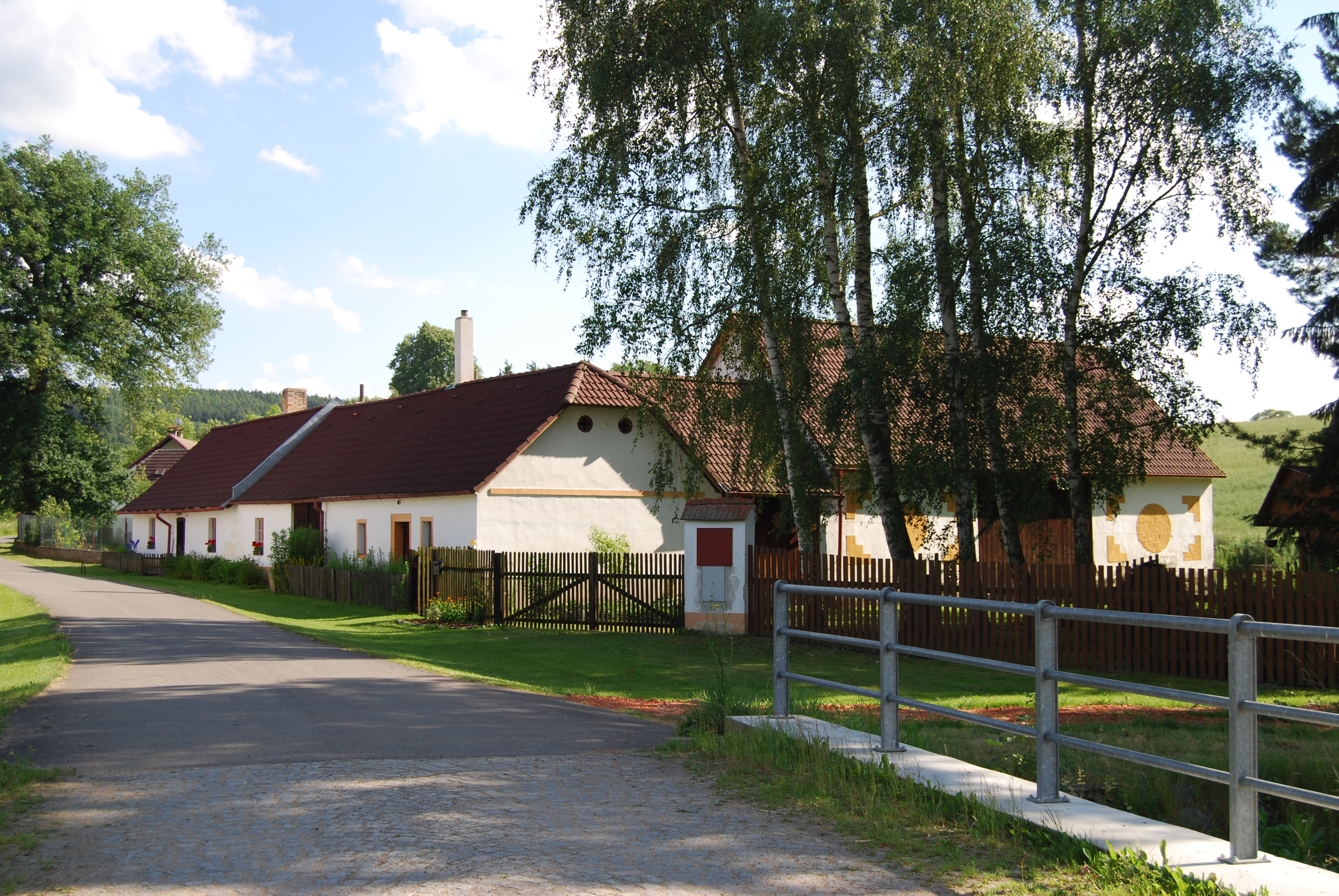
Část vesnice
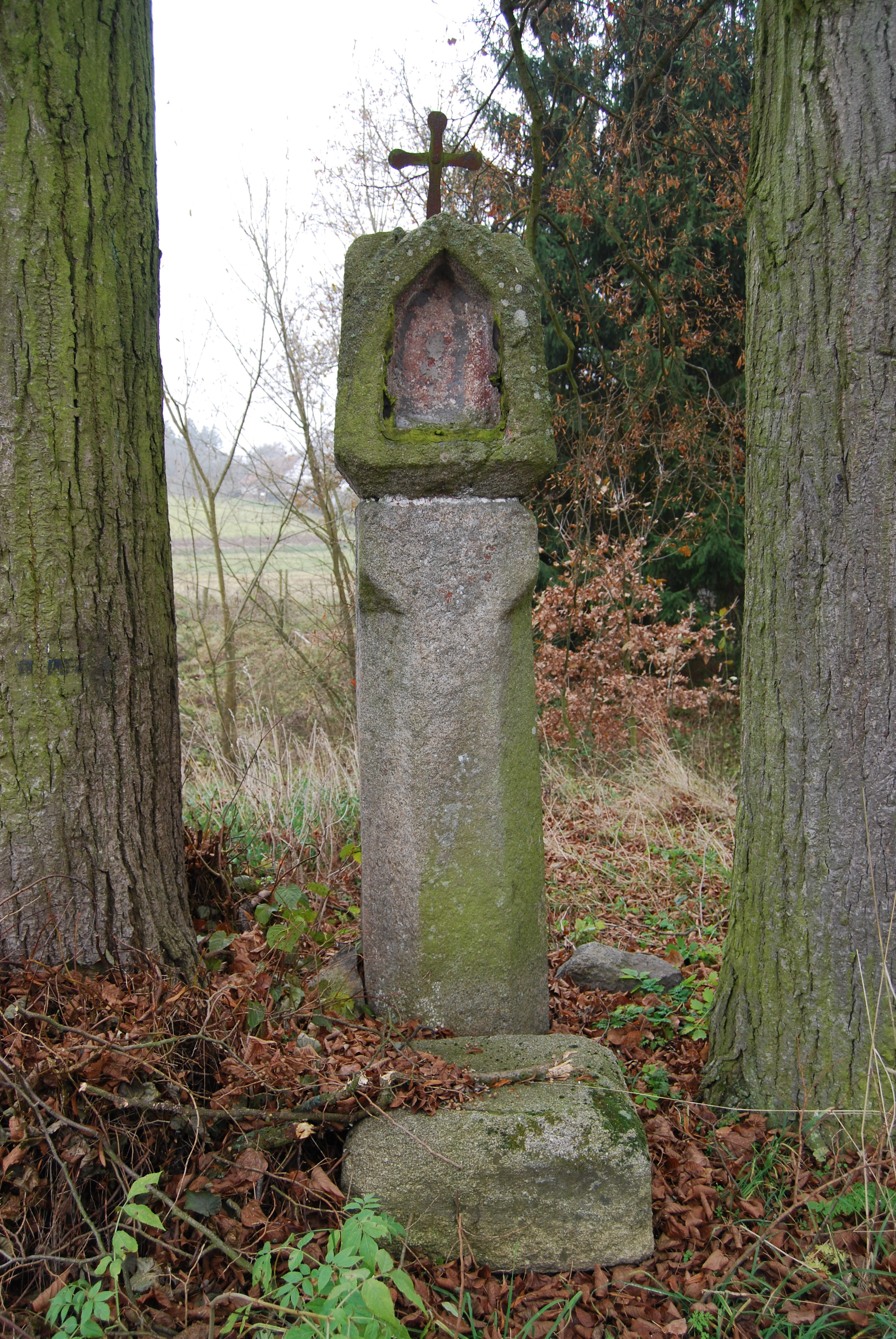
Boží muka
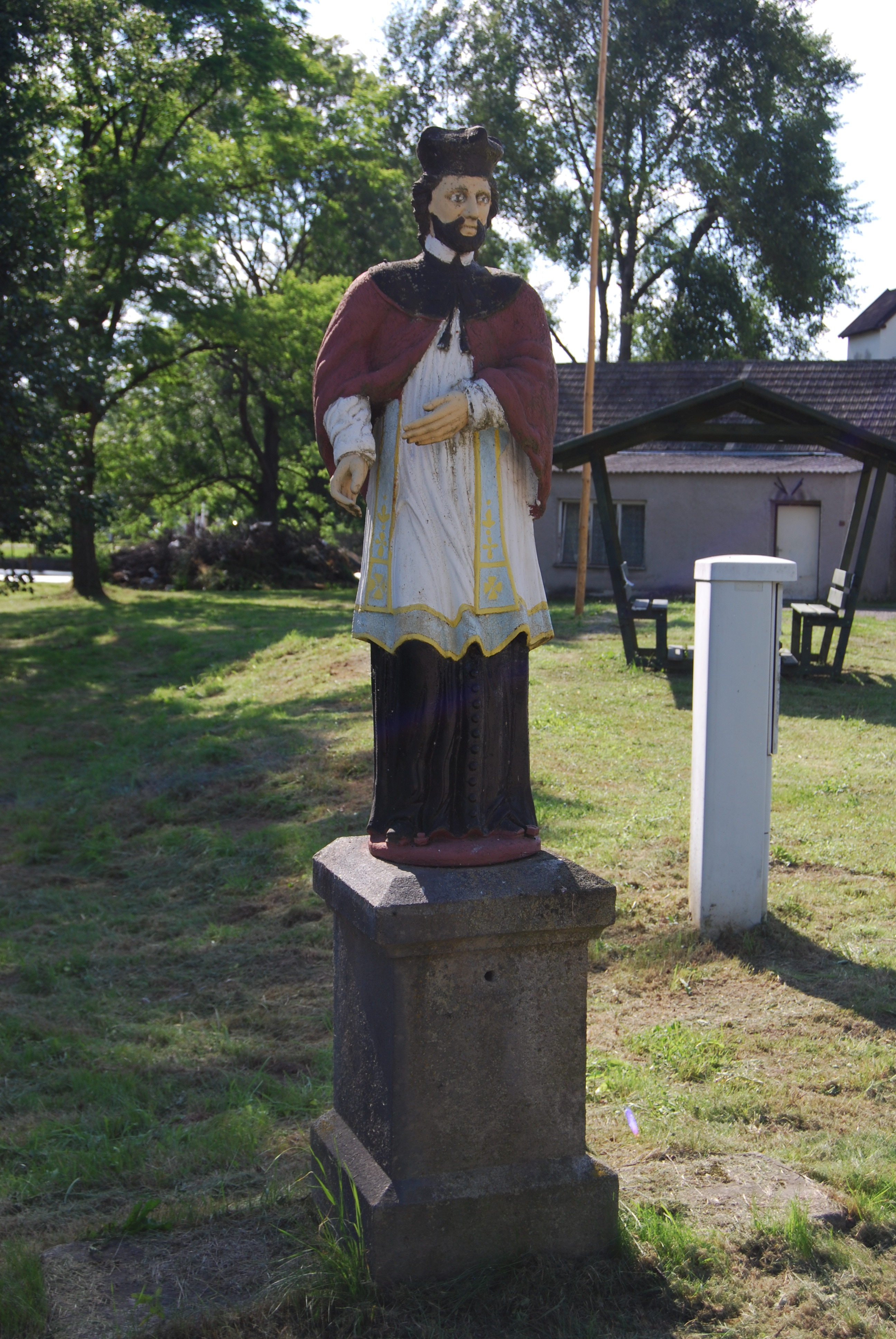
Socha svatého Jana Nepomuckého
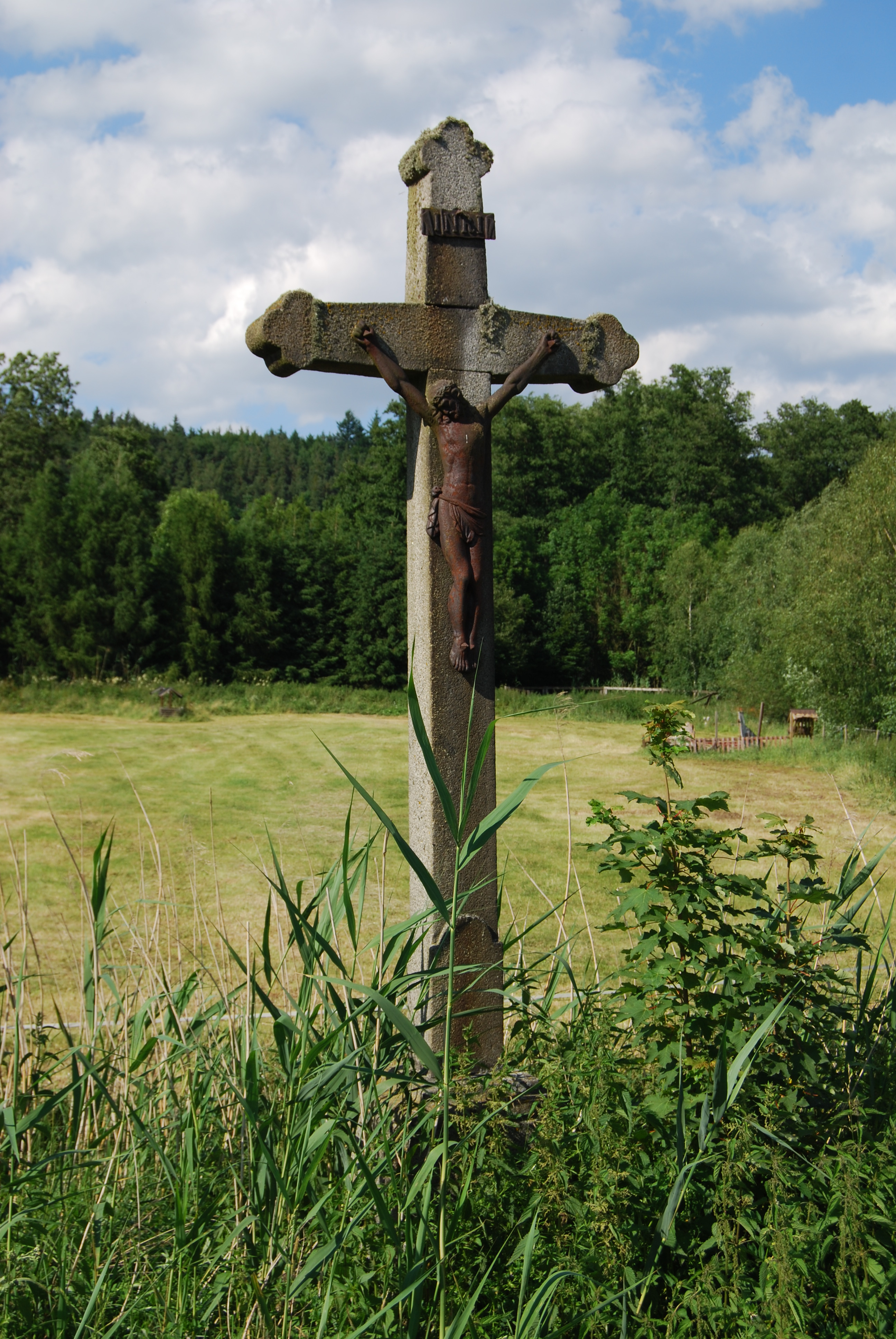
Kříž před vesnicí
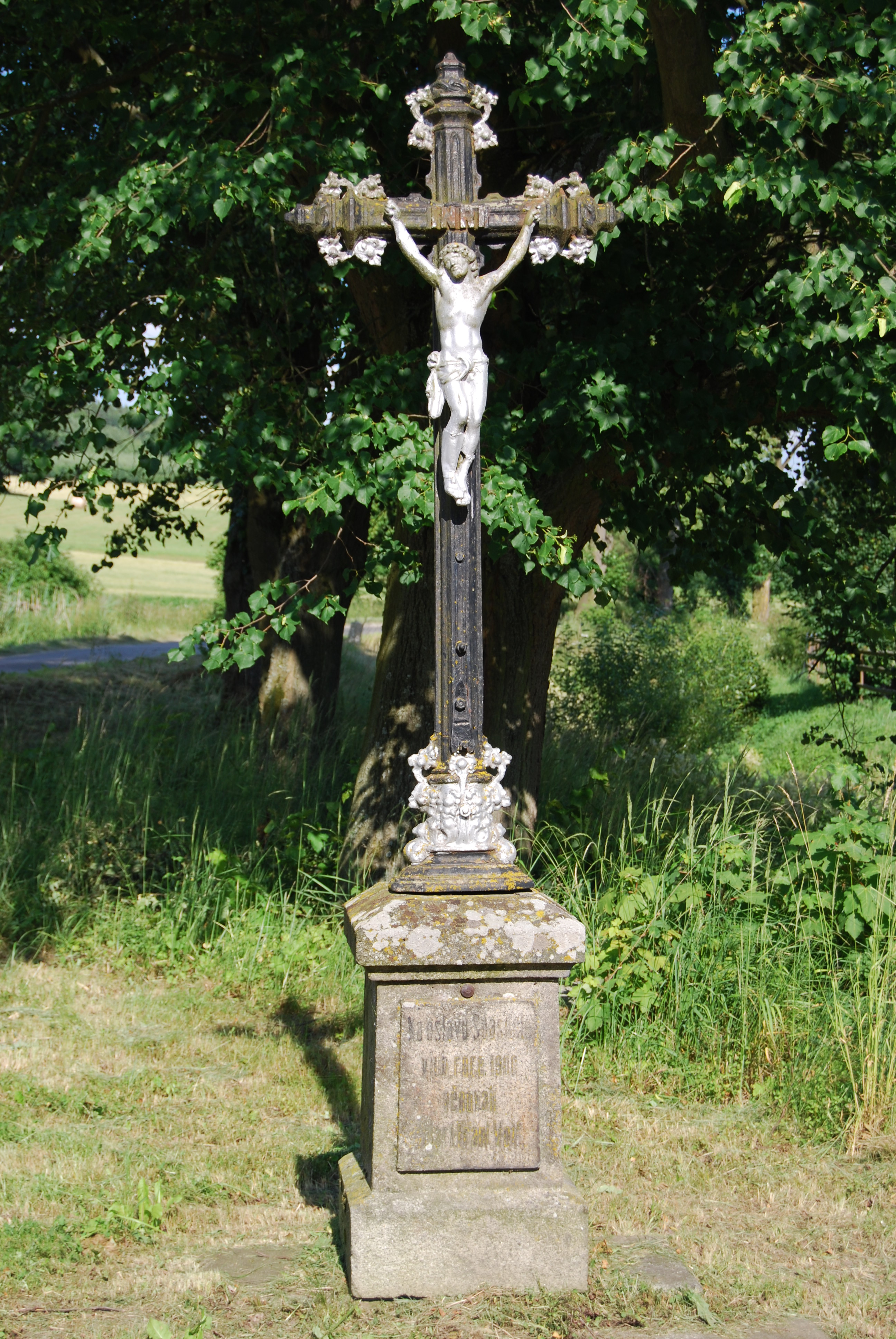
Kříž na mostě